# West Newton
West Newton är en by i civil parish Sandringham, i distriktet King's Lynn and West Norfolk, i grevskapet Norfolk i England. Byn är belägen 10 km från King's Lynn. West Newton var en civil parish fram till 1935 när blev den en del av Sandringham. Civil parish hade 198 invånare år 1931. Byn nämndes i Domedagsboken (Domesday Book) år 1086, och kallades då Niuetuna.